# Denis Latin
Denis Latin (Šibenik, 14. veljače 1966.), hrvatski novinar, urednik i voditelj, najpoznatiji kao autor političke razgovorne emisije Latinica.

## Školovanje
Denis Latin je sa 16 godina bio dopisnik Slobodne Dalmacije iz rodnog Šibenika. Diplomirao je politologiju 1989. na Fakultetu političkih znanosti u Zagrebu. Na drugoj godini fakulteta bio je na audiciji za televizijskog novinara, nakon čega je počeo raditi kao reporter Zagrebačke panorame na HRT-u.
Uređivao je i vodio Vijesti, Dnevnik 2, Dnevnik 3, emisiju "Slikom na sliku", te politički magazin "U potrazi". Zabavni show "Napokon nedjelja!" i emisiju "Otvoreni globus Denisa Latina" uređivao je i vodio na TV Mreži. Bio je šef ratnog studija u Sisku 1991. i Kninu 1995.godine. Danas u Informativno-medijskom servisu HRT-a uređuje brojne informativne televizijske formate poput news programa HRT4, Teme dana, emisije Otvoreno, Vijesti i Dnevnika. Od 1996. do 1998. obavljao je dužnost glavnog urednika "Mreže", prve privatne producentske tv kuće u Hrvatskoj.

## Nagrade
Dobitnik je brojnih nagrada:
- 1990. godine - Zlatno pero Hrvatskog novinarskog društva za seriju dokumentarnih emisija o demokratizaciji u zemljama bivše Jugoslavije.
- 1993. godine - nagrada "Ivan Šibl" za izvanredna televizijska dostignuća.
- 1999. godine dobio je nagradu "Marija Jurić Zagorka" Hrvatskog novinarskog društva za najbolje uređenu emisiju (Latinica na temu "Miješani brakovi").
- 2000. godine dobiva prestižnu nagradu Hrvatskog novinarskog društva "Veselko Tenžera" i proglašen je novinarom godine.
- 2002. godine u Beču je dobio nagradu "Dr. Erhard Busek" za najboljeg novinara jugoistočne Europe Medijske organizacije jugoistočne Evrope (SEEMO).
- 2005. dobitnik je Zlatne povelje "Linus Pauling" Međunarodne lige humanista za doprinos izgradnji mira u svijetu.
- dobitnik je medalje "Oluja" i Spomenice domovinskog rata.

## Kontroverze
19. studenog 2012., za vrijeme izraelsko-palestinskog rata u Gazi, bio je optužen u hrvatskim medijima za dijeljenje Facebook statusa koji je glasio: "Ponekad mi je žao što Hitler nije uspio ostvariti neke od svojih ideja".
Povodom Dana pobjede i domovinske zahvalnosti 5. kolovoza 2014. na svom Facebook profilu napisao je: "Svima čestitam dan pobjede i dan domovinske pljačke i paleža!" što je izazvalo burne reakcije dijela medija.